# Измеритель массы тела в невесомости

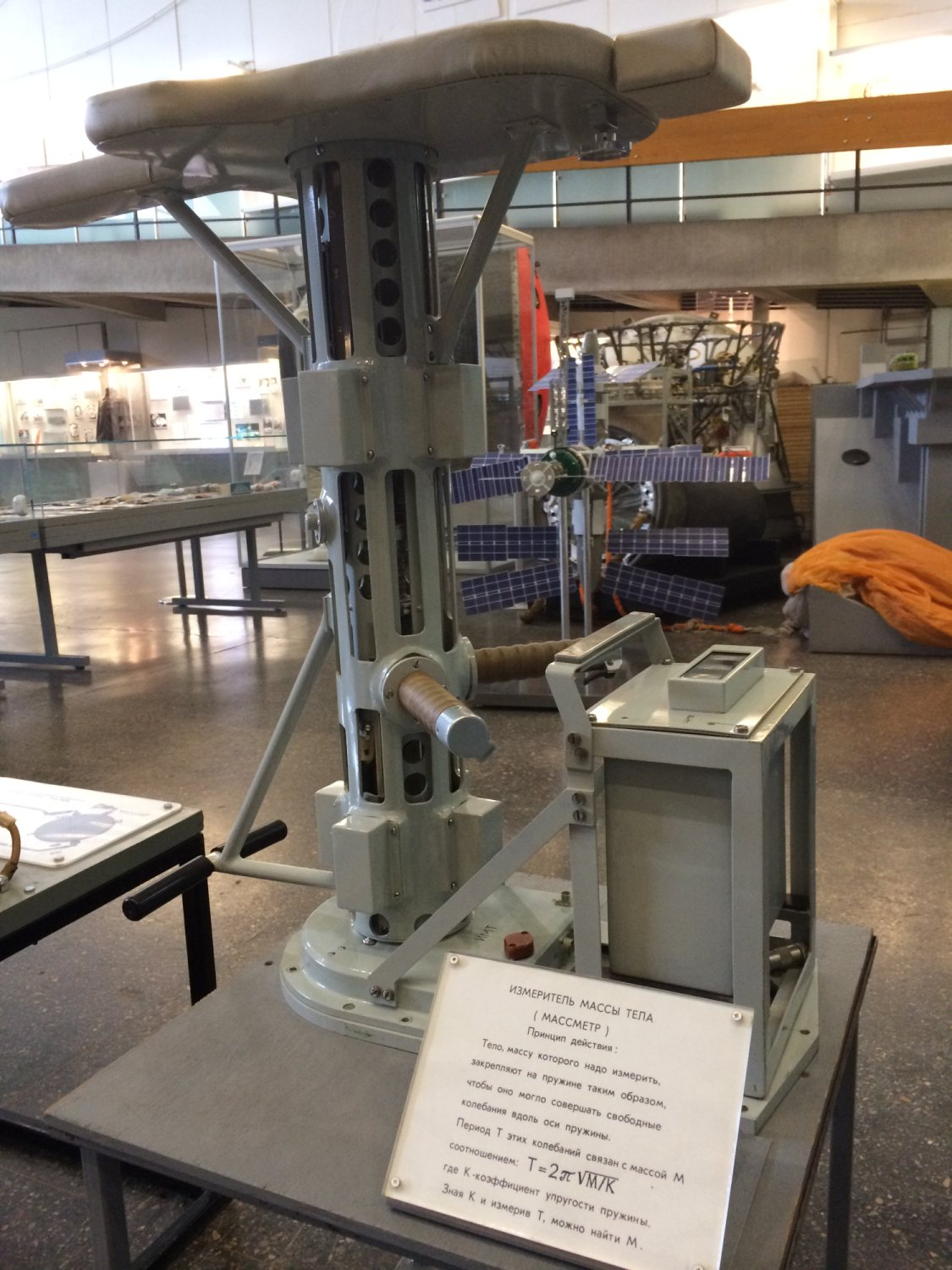
Прибор для измерения инертной массы тела человека (массметр) в условиях невесомости (Государственный музей истории космонавтики имени К. Э. Циолковского)

Измеритель массы тела в невесомости (ИМТ, ИМ, массметр) — прибор для измерения массы тела и малых масс в невесомости.

## Задача
С увеличением длительности космических полётов медики поставили вопрос о необходимости наблюдения за весом космонавтов.
Переход в другую среду обитания непременно ведёт к перестройке организма, в том числе и к перераспределению в нём потоков жидкости.
В невесомости изменяется ток крови — из нижних конечностей значительная её часть поступает к грудной клетке и голове.
Стимулируется процесс обезвоживания организма и человек теряет в весе.
Однако потеря даже пятой части воды, которая составляет у человека 60-65 %% весьма опасна для организма.
Поэтому медикам понадобился надёжный прибор, для постоянного мониторинга массы тела космонавтов в полёте и при подготовке к возвращению на Землю.
Обычные «земные» весы определяют  массу или вес тела за счёт гравитационного притяжения Земли определяя силу тяжести, с какой оно давит на прибор.
В невесомости такой принцип неприемлем — и пылинка, и контейнер с грузом, при различной массе, имеют равный — нулевой вес.
При создании измерителя массы тела в невесомости инженерам пришлось использовать другой принцип.

## Принцип действия массметра

Простое гармоническое движение в системе груз-пружина без затухания

Измеритель массы тела в невесомости построен по схеме гармонического осциллятора.
Как известно, период свободных колебаний груза на пружине зависит от его массы.
Таким образом система осциллятора пересчитывает на массу период колебаний специальной платформы с размещённым на ней космонавтом или каким-нибудь предметом.
Тело, массу которого надо измерить, закрепляют на пружине таким образом, чтобы оно могло совершать свободные колебания вдоль оси пружины.
Период {\displaystyle T} этих колебаний связан с массой тела {\displaystyle M} соотношением:
{\displaystyle T=2\pi {\sqrt {\frac {M}{K}}}}
где К — коэффициент упругости пружины.
Таким образом, зная {\displaystyle K} и измерив {\displaystyle T}, можно найти {\displaystyle M}.
Из формулы видно, что период колебаний не зависит ни от амплитуды, ни от ускорения свободного падения.

## Устройство

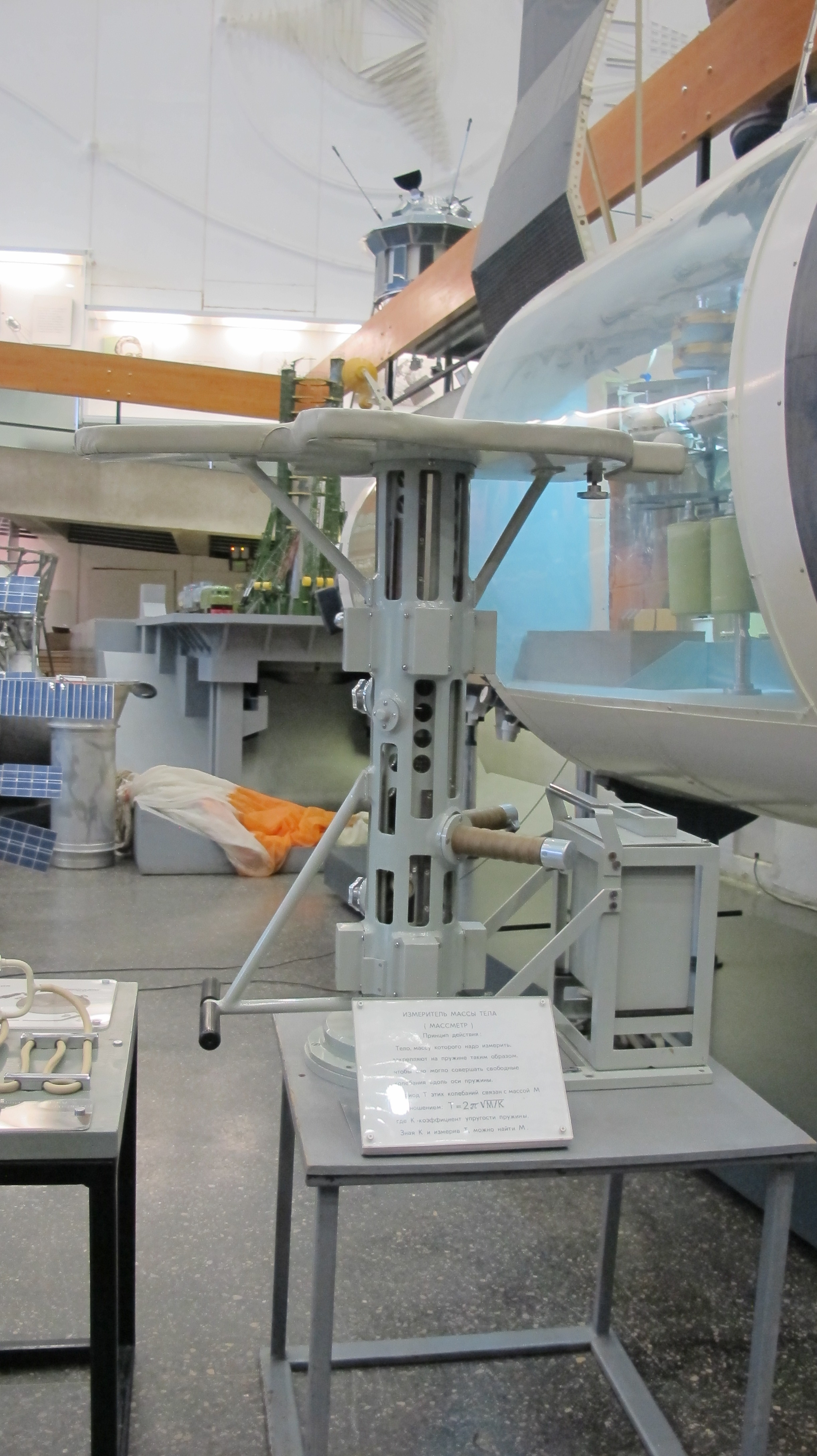
Массметр из другого ракурса

Выглядящий как «стул» прибор состоит из четырёх частей: площадки для размещения космонавта (верхняя часть), основания, которое крепится к «полу» станции (нижняя часть), стойки и механической средней части, а также электронного блока измерения показаний.
Размер прибора: 79,8 х 72 х 31,8 см.
Материал: алюминий, резина, стекло органическое.
Масса устройства — около 11 килограммов.
Верхняя часть устройства, на которую грудью ложится космонавт, состоит из трёх частей.
К верхней площадке прикреплён прямоугольный лист оргстекла.
Из торца площадки на металлическом стержне выдвигается упор для подбородка космонавта.
Нижняя часть прибора представляет собой подковообразное основание, к которому прикреплена механическая часть прибора и блок измерения показаний.
Механическая часть состоит из вертикальной цилиндрической стойки, по которой снаружи на подшипниках перемещается второй цилиндр.
Снаружи на подвижном цилиндре имеются два маховика со стопорами для фиксации подвижной системы в среднем положении.
Сверху к торцу подвижного цилиндра при помощи двух трубчатых кронштейнов прикреплена фигурная площадка для тела космонавта, определяющего свою массу.
На нижней половине подвижного цилиндра прикреплены две рукоятки, имеющие на концах курки, с помощью которых стопора подвижной системы утапливаются в рукоятках.
Внизу на наружном цилиндре установлена подставка для ног космонавта, имеющая два резиновых колпачка.
Внутри цилиндрической стойки движется металлический шток, заделанный одним концом в верхней площадке; на противоположном конце штока установлена тарелка, по обе стороны которой прикреплены две пружины, устанавливающие подвижную систему прибора в среднем положении при нахождении в условиях невесомости.
В нижней части стойки закреплён магнитоэлектрический датчик, фиксирующий период колебания подвижной системы.
Датчик автоматически учитывает длительность периода колебаний с точностью до тысячной доли секунды.
Как показано выше, частота колебаний «стула» зависит от массы груза.
Таким образом космонавту достаточно немного покачаться на таких качелях, и через некоторое время электроника посчитает и выдаст результат измерений.
Для измерения массы тела космонавта достаточно 30 секунд.
Впоследствии оказалось, что «космические весы» значительно точнее, чем медицинские, которыми пользуются в обиходе.
Валентин Лебедев описывает процедуру взвешивания в «Дневнике космонавта» (1982) следующим образом:
| Первый раз приходится взвешиваться в космосе. Понятно, что обычные весы здесь работать не могут, так как нет веса. Наши весы в отличие от земных необычные, они работают на другом принципе и представляют собой колеблющуюся платформу на пружинах. Перед взвешиванием опускаю платформу, сжимая пружины, до фиксаторов, ложусь на неё, плотно прижимаясь к поверхности, и фиксируюсь, группирую тело, чтобы не болталось, обхватывая профильный ложемент платформы ногами и руками. Нажимаю спуск. Легкий толчок, и ощущаю колебания. Частота их высвечивается на индикаторе в цифровом коде. Считываю его значение, вычитаю код частоты колебания платформы, замеренных без человека, и по таблице определяю свой вес. Получилось 74 кг. |

## История
Прибор для измерения массы тела космонавта был создан не позднее 1976 года в ленинградском специальном конструкторско-технологическом бюро «Биофизприбор» (СКТБ «Биофизприбор»).
Первый массметр был установлен на орбитальной станции «Салют-5».
Первыми испытателями прибора в условиях реальной невесомости стали космонавты Борис Волынов и Виталий Жолобов.
В процессе первых испытаний оказалось, что вес Волынова и Жолобова на борту станции совпал, хотя перед полётом разница составляла почти десять килограммов.
Управление полётом предположило, что это ошибка «космических весов».
Однако инженеры разобрались, что инструкция по эксплуатации прибора составлена не совсем ясно.
После того, как космонавты воспользовались отправленными на «Салют» разъяснениями, прибор стал показывать результаты точнее, чем обычные земные весы.
Разработанный СКТБ «Биофизприбор» измеритель массы действовал много лет в условиях невесомости на борту орбитальных станций «Салют» и «Мир».
Модернизированный вариант измерителя массы поставлен на Международную космическую станцию.